# Мизурова, Татьяна Николаевна
Татьяна Николаевна Мизурова — врач-кардиолог, главный врач БУ «Республиканский кардиологический диспансер» Минздрава Чувашии (2005-2017). Заслуженный врач Чувашской Республики (2004). Заслуженный врач Российской Федерации (2013).

## Биография
Мизурова Татьяна Николаевна родилась  20 июля 1960г. в городе Новотроицк Оренбургской области. В 1986г. окончила медицинский факультет Чувашского государственного  университета  им. И.Н.Ульянова по специальности «Лечебное дело».
Свою трудовую деятельность начала в 1987г. в поликлинике Агрегатного завода. С 1990г. поступила на работу в БУ «Республиканский кардиологический диспансер» Минздрава Чувашии: с 1990 по 1991гг. работала врачом-кардиологом, с 1991 по 2005 гг. - заведующим консультативно-поликлиническим отделением, с 2005 по 2017гг. - главным врачом.
При активном участии Мизуровой Татьяны Николаевны, в консультативной поликлинике кардиологического диспансера Министерства здравоохранения Чувашской Республики организована и внедрена в повседневную работу компьютерная программа амбулаторного больного, организована работа ревматологического кабинета с компьютерной базой данных. Открыт кабинет ранней диагностики и профилактики артериальной гипертонии, начата работа «Школа артериальной гипертонии. Создан электронный регистр с врожденными и приобретенными пороками сердца, нуждающихся в хирургической коррекции.
Под руководством Мизуровой Татьяны Николаевны в «Республиканском кардиологическом диспансере» Минздрава Чувашии освоены и внедрены следующие методы диагностики и лечения больных при заболеваниях сердечно-сосудистой системы: определение тропанина при остром повреждении миокарда, показателей МНО, чрезпищеводную эхокардиографию, операции на магистральных артериальных сосудах, в том числе на аорте и ее ветвях, имплантацию ЭКС, а также операции на открытом сердце с использованием АИК, коронографию, вентрикулографию, стентирование коронарных сосудов, компьютерную томографию, что способствовало значительному улучшению работы кардиологической службы Чувашской Республики.

## Основные научные работы
1.	Мизурова Т. Н., Тарабан Т. А.., Светлова Н.А., Яковлева И.Г., Карпова А.В., Ефимова И.Ю. «Реабилитация кардиологических больных в чувашской республике». 
2.	Мизурова Т.Н., Трофимов Н.А., Бабокин В.Е., Медведев А.П., Драгунов А.Г., Драгунова М.В., Николаева О.В., Гартфельдер М.В. «Способ профилактики рецидива фибрилляции предсердий после кардиохирургических операций».

3.	Мизурова Т.Н., Трофимов Н.А., Медведев А.П., Драгунов А.Г., Драгунова М.В., Никольский А.В., Гартфельдер М.В., Орлова С.А., Николаева О.В. «Способ хирургического лечения вторичной легочной гипертензии у пациентов с пороками митрального клапана» 

## Награды
1.	Почетная Грамота Министерства здравоохранения Чувашской Республики (1994 , 2001)
2.	Заслуженный врач Чувашской Республики  (2004) 
3.	Заслуженный врач Российской Федерации (2013)